# Kel-Tec CP33半自動手槍
Kel-Tec CP33（CP，全寫：Competition Pistol，意為：競賽手槍；33為標準彈匣容量）是一款由槍械設計師喬治·凱爾格倫所設計、美国佛罗里达州可可市槍械公司Kel-Tec數控工業公司所生產的全尺寸型半自動手槍，發射.22 LR口徑子彈。

## 概述
CP33在槍管頂部配有皮卡汀尼導軌（MIL-STD-1913、STANAG 2324）和內置在底把防塵蓋的馬格普M-LOK附件安裝凹槽。槍口亦可裝上。
CP33在握把的兩側均設有手動保險桿，握把底部式彈匣釋放扣以及位於底把後部、以手槍而言相當獨特的拉機柄。
標準配置為可調節的光纖瞄準具，長達9英寸的瞄準基線和附有裝設.22口徑的消焰器、消聲器槍口附件螺紋的槍管。
其33發可拆卸式透明彈匣可裝填四排.22 LR子彈，以提供持續的火力。生產商表示其彈匣是工程上的壯舉。他們亦展示了原型延長底座，可增加17發裝彈。

## 資料來源
1. 1 2 3 4 5 6 7 8 9 10  . Kel-Tec（英语：Kel-Tec）.   [2020-01-27]. （原始内容存档于2020-12-03）.

## 外部連結
- （英文）—The Firearm Blog.com— Kel-Tec’s Single Tube KS7 and CP33 Pistol （页面存档备份，存于）
- （英文）—The National Interest.org—Meet Kel-Tec's New CP33: One of the Best Guns on Earth?
- （英文）—Truth About Guns.com—Gun Review: Kel-Tec CP33 .22LR Pistol
- （英文）—GunsAmerica.com Digest—The Most Innovative Gun of 2019: The KelTec CP33 Reviewed （页面存档备份，存于）